# 水棘针
水棘针（学名：Amethystea coerulea）为唇形科水棘针属下的一个种。

## 扩展阅读
- 維基物種上的相關：水棘针